# Michael Kaskel
Michael Kaskel (* 9. November 1775 in  Dresden; † 30. Januar 1845 ebenda) war ein deutscher Hofbankier.

## Leben
Michael Kaskel war der Sohn des aus Polen stammenden Jakob Kaskele (ca. 1735–1788), der nebenher ein Bankgeschäft ausbaute und mit Erfolg betrieb. Nach dem Tode des Vaters führte vorerst seine Mutter Philippine (1742–1811) mit dem Kompagnon Philipp Aaron das Geschäft weiter. 1796 beantragte seine Mutter beim kurfürstlichen Vormundschaftsamt eine vorzeitige Volljährigkeitserklärung. Dem Antrag wurde am 19. März 1796 entsprochen, so dass der junge Mann, zwanzig Jahre alt, die Geschäftsleitung übernehmen konnte. Als Jüdischer Heeres- und Münzlieferant stand er nicht nur wie in anderen Bereichen des Handels im Wettbewerb mit christlichen Kaufleuten, sondern war auch spezifischen Chancen und Risiken bei Geschäften mit Kriegsgütern und Münzmetall ausgesetzt. Seine Firma nannte er Michael Kaskel und entwickelte sie, als Hofbankier, zum angesehensten und größten Bankhaus im Königreich Sachsen. Für seine Leistungen für das sächsische Königshaus und die Wirtschaft wurde ihm vier Jahre vor seinem Tod der Titel „Königlich Sächsischer Commerzienrath“ verliehen.
1797 heiratete er Sara Schlesinger (1774–1858) aus Frankfurt an der Oder. Aus der Ehe gingen neun Kinder hervor, die ab den 1820er Jahren evangelisch getauft wurden, doch er unterstützte weiterhin die jüdische Gemeinde. In seinem Haus befand sich eine Privatsynagoge. 
1832 kaufte die Familie Kaskel das Schlösschen Antons am linken Elbufer der Dresdner Johannstadt. Die Gartenanlage wurde nach englischem Muster umgestaltet und das Gebäude im spätbarocken Stil erhielt ein Uhrtürmchen. Kaskel war Interessent der Elb-amerikanischen Compagnie.
Sein Haus in der Wilsdruffer Straße Nr. 20 war gesellschaftlicher Mittelpunkt in Dresden, in welchem auch Konzerte stattfanden. Kaskel verstarb 1845 und wurde auf dem Alten Jüdischen Friedhof beigesetzt.

## Nachfahren
1798: Michael Ernst Carl Kaskel erlernte von ihm das Bankgeschäft, wurde Teilhaber und übernahm nach seinem Tod 1845 das Familienunternehmen als Inhaber 
1800: Henrietta Kaskel heiratete den Mediziner Moritz Naumann
1802: Julius Eduard Kaskel, sardischer Konsul
1805: Moritz Erasmus Kaskel, Rechtsanwalt 
1813: Philippine Kaskel (* 5. März 1813; † 2. August 1889) heiratete den Maler Friedrich Gonne
1817: Sophie Kaskel (1817–1894), Pianistin, Komponistin und Schriftstellerin, heiratete 1840 Graf Wolf Heinrich von Baudissin